# Amanpur
Amanpur es un pueblo y nagar Panchayat situado en el distrito de Kanshiram Nagar en el estado de Uttar Pradesh (India). Su población es de 10830 habitantes (2011). 

## Demografía
Según el censo de 2011 la población de Amanpur era de 10830 habitantes, de los cuales 6595 eran hombres y 5235 eran mujeres. Amanpur tiene una tasa media de alfabetización del 68,63%, superior a la media estatal del 67,68%: la alfabetización masculina es del 77,34%, y la alfabetización femenina del 59,22%.